# Aspilota rugisignum
Aspilota rugisignum är en stekelart som beskrevs av Fischer 1973. Aspilota rugisignum ingår i släktet Aspilota och familjen bracksteklar. Inga underarter finns listade.